# Santa Catarina Quiané
Santa Catarina Quiané là một đô thị thuộc bang Oaxaca, México. Năm 2005, dân số của đô thị này là 1571 người.